# Plan particulier de sécurité et de protection de la santé (France)
Le plan particulier de sécurité et de protection de la santé (PPSPS) est réalisé par les entreprises travaillant sur un chantier ; il est remis au Coordonnateur de sécurité et de protection de la santé (Coordonnateur SPS) après la visite d'inspection commune. Il intègre entre autres la prise en compte des dispositions générales de la coordination et des installations prévues contenues dans le plan général de coordination de sécurité et de protection de la santé (PGCSPS).

## Obligations réglementaires
Les conditions de réalisation du PPSPS sont définies dans les articles R4532-56 à R4532-74 du code du travail

## Contenu des PPSPS
Le PPSPS de chaque entreprise intervenante décrit :
- L'organisation du chantier,
- Les installations sanitaires disponibles,
- La nature des travaux à exécuter,
- Les risques possibles pour les ouvriers dans la réalisation de leur travail,
- Les risques possibles que le travail de l'entreprise peut provoquer sur les ouvriers des autres entreprises,
- Les risques possibles que les travaux des autres entreprises peuvent générer sur les ouvriers de son entreprise,
- Les précautions qu'il est possible de prendre pour éviter ces risques.